# 花岡八幡宮
花岡八幡宮（はなおかはちまんぐう）は山口県下松市にある神社。通称は「はなおかのはちまんさま」。

## 祭神
- 誉田別命
- 市杵嶋姫命
- 田心姫命
- 多岐都姫命
- 息長足姫命

## 歴史
（この節の主要な出典）
社伝によれば、和銅2年（709年）、宇佐八幡宮を勧請したという。

## 祭事・年中行事
（この節の主要な出典）
- 祈年祭 - 2月17日
- 春祭 - 5月1日
- 夏祭 - 7月中旬
- 例祭 - 10月17日
- 新嘗祭 - 11月23日

## 社坊九か寺
慶長4年（1599年）には地蔵院を筆頭として閼伽井坊、楊林坊など社坊九か寺を擁した。このうち閼伽井坊が唯一現存する寺院となっている。閼伽井坊多宝塔は国の重要文化財に指定されている。

## 文化財

### 下松市指定有形文化財
- 破邪の御太刀 - 安政6年（1859年）作者 : 東肥菊地延寿国村27代末孫三光軒北辰子国綱、1973年（昭和48年）9月22日指定[5]。
- 花岡八幡宮文書 - 1973年（昭和48年）9月22日指定[5]。
- 鰐口
- 扁額
- 神馬

### 下松市指定有形民俗文化財
- 絵馬 - 寛政9年（1797年）作者 : 南陵朝倉光世、1973年（昭和48年）9月22日指定[5]。

## 所在地情報
所在地
- 山口県下松市末武上400番地

交通
- 鉄道
  - 周防花岡駅（西日本旅客鉄道〈JR西日本〉岩徳線) - 徒歩17分